# Seznam katastrálních území v okrese Praha-východ
V této tabulce je uveden kompletní výčet katastrálních území Okresu Praha-východ, včetně rozlohy a místních částí, které na nich leží.
| Název KÚ                             | Místní části                                      | Obec                             | km²   |
| ------------------------------------ | ------------------------------------------------- | -------------------------------- | ----- |
| A                                    | A                                                 | A                                |       |
| Babice                               | Babice                                            | Babice                           | 5,57  |
| Bašť                                 | Bašť                                              | Bašť                             | 7,8   |
| Borek nad Labem                      | Borek                                             | Borek                            | 2,99  |
| Bořanovice                           | Bořanovice, Pakoměřice                            | Bořanovice                       | 5,35  |
| Božkov u Mnichovic                   | Božkov                                            | Mnichovice                       | 0,91  |
| Brandýs nad Labem                    | Brandýs nad Labem                                 | Brandýs nad Labem-Stará Boleslav | 8,33  |
| Brázdim                              | Nový Brázdim, Starý Brázdim, Veliký Brázdim       | Brázdim                          | 5,46  |
| Brník                                | Brník                                             | Oleška                           | 2,88  |
| Brnky                                | Brnky                                             | Zdiby                            | 2,66  |
| Březí u Říčan                        | Březí                                             | Březí                            | 3,08  |
| Čelákovice                           | Čelákovice                                        | Čelákovice                       | 8,98  |
| Čenětice                             | Čenětice                                          | Křížkový Újezdec                 | 2,6   |
| Čenkov                               | Dolínek                                           | Odolena Voda                     | 1,48  |
| Černé Voděrady                       | Černé Voděrady                                    | Černé Voděrady                   | 13,14 |
| Čestlice                             | Čestlice                                          | Čestlice                         | 4,43  |
| Dehtáry                              | Dehtáry                                           | Jenštejn                         | 1,46  |
| Dobročovice                          | Dobročovice                                       | Dobročovice                      | 3,58  |
| Dobřejovice                          | Dobřejovice                                       | Dobřejovice                      | 3,84  |
| Dolínek                              | Dolínek                                           | Odolena Voda                     | 2,47  |
| Dolní Lomnice u Kunic                | Dolní Lomnice, Horní Lomnice, Vidovice            | Kunice                           | 4,43  |
| Doubek                               | Doubek                                            | Doubek                           | 3,68  |
| Drasty                               | Drasty                                            | Klecany                          | 2,13  |
| Dřevčice u Brandýsa nad Labem        | Dřevčice                                          | Dřevčice                         | 5,62  |
| Dřísy                                | Dřísy                                             | Dřísy                            | 8,43  |
| Herink                               | Herink                                            | Herink                           | 2,73  |
| Hlavenec                             | Hlavenec                                          | Hlavenec                         | 14,72 |
| Horoušany                            | Horoušánky, Horoušany                             | Horoušany                        | 7,04  |
| Hoštice u Vodochod                   | Hoštice                                           | Vodochody                        | 2,68  |
| Hovorčovice                          | Hovorčovice                                       | Hovorčovice                      | 2,1   |
| Hradec u Stříbrné Skalice            | Hradec                                            | Stříbrná Skalice                 | 1,6   |
| Hradové Střimelice                   | Hradové Střimelice                                | Stříbrná Skalice                 | 4,89  |
| Hrusice                              | Hrusice                                           | Hrusice                          | 5,43  |
| Husinec u Řeže                       | Husinec, Řež                                      | Husinec                          | 2,98  |
| Chomutovice u Dobřejovic             | Chomutovice, Nebřenice                            | Popovičky                        | 3,76  |
| Jažlovice                            | Jažlovice                                         | Říčany                           | 3,08  |
| Jenštejn                             | Jenštejn                                          | Jenštejn                         | 3,65  |
| Jevany                               | Jevany                                            | Jevany                           | 12,93 |
| Jirny                                | Jirny, Nové Jirny                                 | Jirny                            | 8,24  |
| Kaliště u Ondřejova                  | Kaliště, Poddubí                                  | Kaliště                          | 3,57  |
| Káraný                               | Káraný                                            | Káraný                           | 8,94  |
| Klecany                              | Klecánky, Klecany, Zdibsko                        | Klecany                          | 8,04  |
| Klíčany                              | Klíčany                                           | Klíčany                          | 4,02  |
| Klokočná                             | Klokočná                                          | Klokočná                         | 2,84  |
| Konětopy                             | Konětopy                                          | Konětopy                         | 3,03  |
| Konojedy                             | Klíče, Konojedy                                   | Konojedy                         | 5,13  |
| Kostelec nad Černými lesy            | Kostelec nad Černými lesy                         | Kostelec nad Černými lesy        | 14,27 |
| Kostelec u Křížků                    | Kostelec u Křížků                                 | Kostelec u Křížků                | 4,1   |
| Kostelní Hlavno                      | Kostelní Hlavno                                   | Kostelní Hlavno                  | 6,84  |
| Kostelní Střimelice                  | Kostelní Střimelice                               | Stříbrná Skalice                 | 3,7   |
| Kozojedy u Kostelce nad Černými Lesy | Kozojedy                                          | Kozojedy                         | 7,16  |
| Kozovazy                             | Kozovazy                                          | Vyšehořovice                     | 1,99  |
| Krymlov                              | Krymlov                                           | Oleška                           | 2,37  |
| Křenek                               | Křenek                                            | Křenek                           | 5,29  |
| Křenice u Prahy                      | Křenice                                           | Křenice                          | 4,01  |
| Křížkový Újezdec                     | Křížkový Újezdec                                  | Křížkový Újezdec                 | 2,25  |
| Kunice u Říčan                       | Kunice                                            | Kunice                           | 4,14  |
| Kuří u Říčan                         | Kuří                                              | Říčany                           | 3,53  |
| Květnice                             | Květnice                                          | Květnice                         | 2,84  |
| Ládví                                | Kamenice, Ládeves, Ládví, Nová Hospoda, Olešovice | Kamenice                         | 6,05  |
| Lázně Toušeň                         | Lázně Toušeň                                      | Lázně Toušeň                     | 5,55  |
| Lensedly                             | Lensedly                                          | Kaliště                          | 2,67  |
| Lhota u Dřís                         | Lhota                                             | Lhota                            | 7,96  |
| Líbeznice                            | Líbeznice                                         | Líbeznice                        | 5,98  |
| Lojovice                             | Dub, Dubiny, Krámský, Křivá Ves, Lojovice         | Velké Popovice                   | 5,13  |
| Louňovice                            | Louňovice                                         | Louňovice                        | 4,42  |
| Martinov                             | Martinov                                          | Záryby                           | 3     |
| Máslovice                            | Máslovice                                         | Máslovice                        | 3,1   |
| Měšice u Prahy                       | Měšice                                            | Měšice                           | 4,37  |
| Mirošovice u Říčan                   | Mirošovice                                        | Mirošovice                       | 5,37  |
| Mnichovice u Říčan                   | Božkov, Mnichovice                                | Mnichovice                       | 6,13  |
| Modletice u Dobřejovic               | Modletice                                         | Modletice                        | 3,44  |
| Mochov                               | Mochov                                            | Mochov                           | 9,32  |
| Mokřany u Velkých Popovic            | Klenové, Mokřany, Řepčice                         | Velké Popovice                   | 4,06  |
| Mratín                               | Mratín                                            | Mratín                           | 4,88  |
| Mstětice                             | Mstětice                                          | Zeleneč                          | 4,32  |
| Mukařov u Říčan                      | Mukařov                                           | Mukařov                          | 2,39  |
| Myšlín                               | Myšlín                                            | Mnichovice                       | 1,28  |
| Nehvizdy                             | Nehvízdky, Nehvizdy                               | Nehvizdy                         | 9,83  |
| Nová Ves u Prahy                     | Nová Ves                                          | Nová Ves                         | 1,94  |
| Nový Vestec                          | Nový Vestec                                       | Nový Vestec                      | 3,14  |
| Nučice                               | Nučice                                            | Nučice                           | 4,98  |
| Nupaky                               | Nupaky                                            | Nupaky                           | 3,18  |
| Odolena Voda                         | Odolena Voda                                      | Odolena Voda                     | 7,28  |
| Oleška                               | Bulánka, Králka, Oleška                           | Oleška                           | 6,69  |
| Olešky                               | Olešky                                            | Radějovice                       | 1,86  |
| Ondřejov u Prahy                     | Ondřejov                                          | Ondřejov                         | 11,67 |
| Oplany                               | Oplany                                            | Oplany                           | 5,8   |
| Ostrov u Brandýsa nad Labem          | Zápy                                              | Zápy                             | 1,78  |
| Otice u Svojšovic                    | Otice                                             | Strančice                        | 1,97  |
| Pacov u Říčan                        | Pacov                                             | Říčany                           | 1,73  |
| Panenské Břežany                     | Panenské Břežany                                  | Panenské Břežany                 | 5,8   |
| Pětihosty                            | Pětihosty                                         | Pětihosty                        | 3,85  |
| Petříkov u Velkých Popovic           | Petříkov                                          | Petříkov                         | 2,59  |
| Podolanka                            | Podolanka                                         | Podolanka                        | 3,29  |
| Polerady u Prahy                     | Polerady                                          | Polerady                         | 3,86  |
| Popovice u Brandýsa nad Labem        | Popovice                                          | Brandýs nad Labem-Stará Boleslav | 4,48  |
| Popovičky                            | Chomutovice, Popovičky                            | Popovičky                        | 1,43  |
| Prusice                              | Prusice                                           | Prusice                          | 2,57  |
| Předboj                              | Předboj                                           | Předboj                          | 4,07  |
| Předboř u Prahy                      | Kašovice, Předboř, Sklenka                        | Strančice                        | 3,59  |
| Přemyšlení                           | Přemyšlení                                        | Zdiby                            | 2,33  |
| Přezletice                           | Přezletice                                        | Přezletice                       | 4,16  |
| Radějovice                           | Radějovice                                        | Radějovice                       | 3,27  |
| Radimovice u Velkých Popovic         | Petříkov, Radimovice                              | Petříkov                         | 2,11  |
| Radlice u Barchovic                  | Výžerky                                           | Výžerky                          | 11,46 |
| Radonice u Prahy                     | Radonice                                          | Radonice                         | 4,77  |
| Říčany u Prahy                       | Říčany                                            | Říčany                           | 10,06 |
| Říčany-Radošovice                    | Radošovice                                        | Říčany                           | 1,65  |
| Sedlčánky                            | Císařská Kuchyně, Čelákovice, Sedlčánky           | Čelákovice                       | 4,64  |
| Sedlec u Líbeznic                    | Sedlec                                            | Sedlec                           | 1,87  |
| Senohraby                            | Senohraby                                         | Senohraby                        | 3,43  |
| Sibřina                              | Sibřina                                           | Sibřina                          | 2,56  |
| Sluhy                                | Sluhy                                             | Sluhy                            | 4,57  |
| Sluštice                             | Sluštice                                          | Sluštice                         | 4,1   |
| Srbín                                | Srbín                                             | Mukařov                          | 1,8   |
| Stará Boleslav                       | Stará Boleslav                                    | Brandýs nad Labem-Stará Boleslav | 9,85  |
| Strančice                            | Strančice                                         | Strančice                        | 2,35  |
| Stránka u Brandýsa nad Labem         | Zápy                                              | Zápy                             | 1,84  |
| Strašín u Říčan                      | Strašín                                           | Říčany                           | 2,86  |
| Struhařov u Mnichovic                | Struhařov                                         | Struhařov                        | 5,79  |
| Stříbrná Skalice                     | Stříbrná Skalice                                  | Stříbrná Skalice                 | 14,25 |
| Stupice                              | Stupice                                           | Sibřina                          | 1,85  |
| Sudovo Hlavno                        | Sudovo Hlavno                                     | Sudovo Hlavno                    | 13,41 |
| Sulice                               | Hlubočinka, Nechánice, Sulice, Želivec            | Sulice                           | 9,88  |
| Svatbín                              | Svatbín                                           | Kostelec nad Černými lesy        | 3,44  |
| Svémyslice                           | Svémyslice                                        | Svémyslice                       | 3,43  |
| Světice u Říčan                      | Světice                                           | Světice                          | 1,17  |
| Svojetice                            | Svojetice                                         | Svojetice                        | 2,57  |
| Svojšovice                           | Svojšovice                                        | Strančice                        | 1,2   |
| Šestajovice u Prahy                  | Šestajovice                                       | Šestajovice                      | 5,45  |
| Škvorec                              | Škvorec                                           | Škvorec                          | 8,42  |
| Štíhlice                             | Štíhlice                                          | Štíhlice                         | 5,19  |
| Štiřín                               | Nová Hospoda, Struhařov, Štiřín, Všedobrovice     | Kamenice                         | 4,41  |
| Tehov u Říčan                        | Tehov                                             | Tehov                            | 8,2   |
| Tehovec                              | Tehovec                                           | Tehovec                          | 2,78  |
| Těptín                               | Kamenice, Olešovice, Skuheř, Těptín               | Kamenice                         | 6,9   |
| Třebohostice u Škvorce               | Škvorec, Třebohostice                             | Škvorec                          | 4,32  |
| Třemblat                             | Třemblat                                          | Ondřejov                         | 4,41  |
| Turkovice u Ondřejova                | Turkovice                                         | Ondřejov                         | 2,08  |
| Úvaly u Prahy                        | Úvaly                                             | Úvaly                            | 10,97 |
| Veleň                                | Mírovice, Veleň                                   | Veleň                            | 6,96  |
| Veliká Ves u Prahy                   | Veliká Ves                                        | Veliká Ves                       | 5,69  |
| Velké Popovice                       | Brtnice, Velké Popovice                           | Velké Popovice                   | 6,43  |
| Větrušice u Klecan                   | Větrušice                                         | Větrušice                        | 2,85  |
| Vlkančice                            | Pyskočely, Vlkančice                              | Vlkančice                        | 7,3   |
| Voděrádky                            | Voděrádky                                         | Říčany                           | 2,91  |
| Vodochody u Prahy                    | Vodochody                                         | Vodochody                        | 2,25  |
| Všechromy                            | Všechromy                                         | Strančice                        | 2,5   |
| Všestary u Říčan                     | Menčice, Všestary                                 | Všestary                         | 4,44  |
| Všešímy                              | Všešímy                                           | Kunice                           | 1,83  |
| Vyšehořovice                         | Kozovazy, Vyšehořovice                            | Vyšehořovice                     | 4,6   |
| Výžerky                              | Výžerky                                           | Výžerky                          | 6,56  |
| Vyžlovka                             | Vyžlovka                                          | Vyžlovka                         | 3,78  |
| Záluží u Čelákovic                   | Záluží                                            | Čelákovice                       | 2,25  |
| Zápy                                 | Zápy                                              | Zápy                             | 5,14  |
| Záryby                               | Záryby                                            | Záryby                           | 5,16  |
| Zdiby                                | Veltěž, Zdiby                                     | Zdiby                            | 4,69  |
| Zeleneč                              | Zeleneč                                           | Zeleneč                          | 6,41  |
| Zlatá                                | Zlatá                                             | Zlatá                            | 1,12  |
| Zlonín                               | Zlonín                                            | Zlonín                           | 3,09  |
| Zvánovice                            | Zvánovice                                         | Zvánovice                        | 6,51  |
| Žernovka                             | Žernovka                                          | Mukařov                          | 2,14  |

Celková výměra 766,4